# Dothan (Alabama)
Dothan é uma cidade localizada no estado americano do Alabama, nos condados de Dale e Henry e Houston.

## Geografia
De acordo com o United States Census Bureau, a localidade tem uma área de 233 km², dos quais 232 km² estão cobertos por terra e 1 km² por água.

### Localidades na vizinhança
O diagrama seguinte representa as localidades ao redor de Dothan. Marcas amarelas indicam localidades com mais de vinte mil habitantes, enquanto marcas pretas indicam localidades com menos de vinte mil habitantes.

## Demografia
Segundo o censo nacional de 2010, sua população é de 65 496 e sua densidade populacional é de 293,7 hab/km².

## Galeria

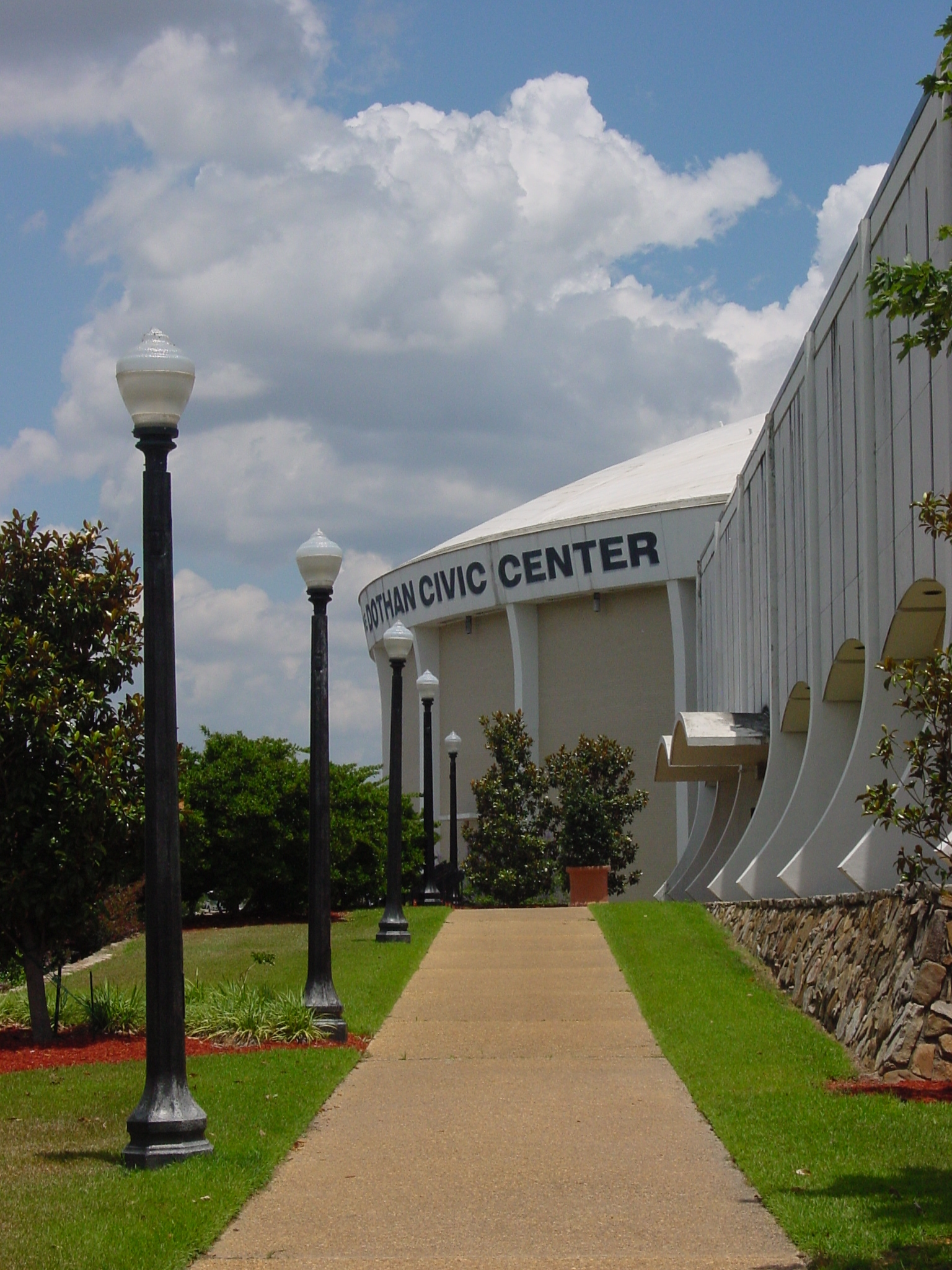
Centro Cívico